# Крюково (Усть-Кубинский район)
Крюково — деревня в Усть-Кубинском районе Вологодской области на реке Томаш.
Входит в состав Заднесельского сельского поселения (с 1 января 2006 года по 9 апреля 2009 года входила в Томашское сельское поселение), с точки зрения административно-территориального деления — в Томашский сельсовет.
Расстояние до районного центра Устья по автодороге — 37,5 км, до центра муниципального образования Заднего по прямой — 11 км. Ближайшие населённые пункты — Матвеево, Лобаново, Кузьминское, Грифониха.
По переписи 2002 года население — 4 человека.